# Паасонвуори
Паасонвуори (также иногда сокр. Паасо) — гора (скала, высота) между городом Сортавала и посёлком Хелюля, Россия.
Высота — 79,2 м.
Под горой протекает река Хелюлянйоки (на фото), а также расположено озеро Кармаланъярви.
По свидетельствам археологов, на горе находилось городище Паасо.
Одним из крупнейших форпостов в пределах современной Карелии стало городище Паасо, расположенное на горе Паасонвуори, что находится при въезде в Сортавалу со стороны поселка Хелюля. На вершине этой горы высотой почти 80 метров, с крутым обрывом с одной стороны и пологим уклоном с другой, в XII — начале XV в. находилась крепость. В процессе многолетних археологических раскопок, предпринятых, главным образом экспедициями под руководством крупнейшего специалиста по средневековой истории Карелии Светланы Кочкуркиной, вскрыта практически вся площадь городища, а это чуть менее 1000 квадратных метров. В результате работ были обнаружены все атрибуты крепости: остатки каменных оборонительных стен, сложенных насухо (без связующего раствора) из крупных валунов, предметы вооружения. Ирина Сумманен, младший научный сотрудник сектора археологии Института языка, литературы и истории КарНЦ РАН